# Minamoto no Joritomo
Minamoto no Joritomo (japánul: 源 頼朝, Hepburn-átírással: Minamoto no Yoritomo) (1147. május 9. – 1199. február 9.) japán sógun, a Kamakura-bakufu alapítója és első vezetője. 1192 és 1199 között kormányzott.
Apja a Heidzsi-lázadás során 1160-ban elesett a Tairák ellen vívott harcban, fiait ekkor vidékre száműzték. Joritomo a Hódzsók felügyelete alá került, s később feleségül vette Hódzsó Maszakót, az „Apácasógunt”. A Taira–Minamoto-háború újabb fázisában 1180-ban maga is vereséget szenvedvén Kamakurába vonult, ahol létrehozta a későbbi sóguni központot. Miután öccse, Minamoto no Josicune vezetésével 1185-ben a Minamotók végre leszámoltak a Tairákkal, s miután a rivális testvért is a halálba küldte, Joritomo 1192-ben megkapta a császártól az akkor még csak katonai főparancsnoki tisztet jelentő sóguni címet, amelyet azután ő töltött meg diktátori tartalommal, megalapozva az eljövendő, csaknem hét évszázados szamurájuralmat. Két fia, Joriie és Szanetomo sógunsága után a hatalom mint „régensekre” a rokon Hódzsókra szállt. Joritomo a japán történelemben a halvérű könyörtelenség szimbóluma, s figurája paradox módon sokkal inkább a modern kori japán politikusokat előlegezi, míg az igazi szamurájszellemet az elbukó Josicune romantikus alakja testesíti meg.